# Captura de l'Haram

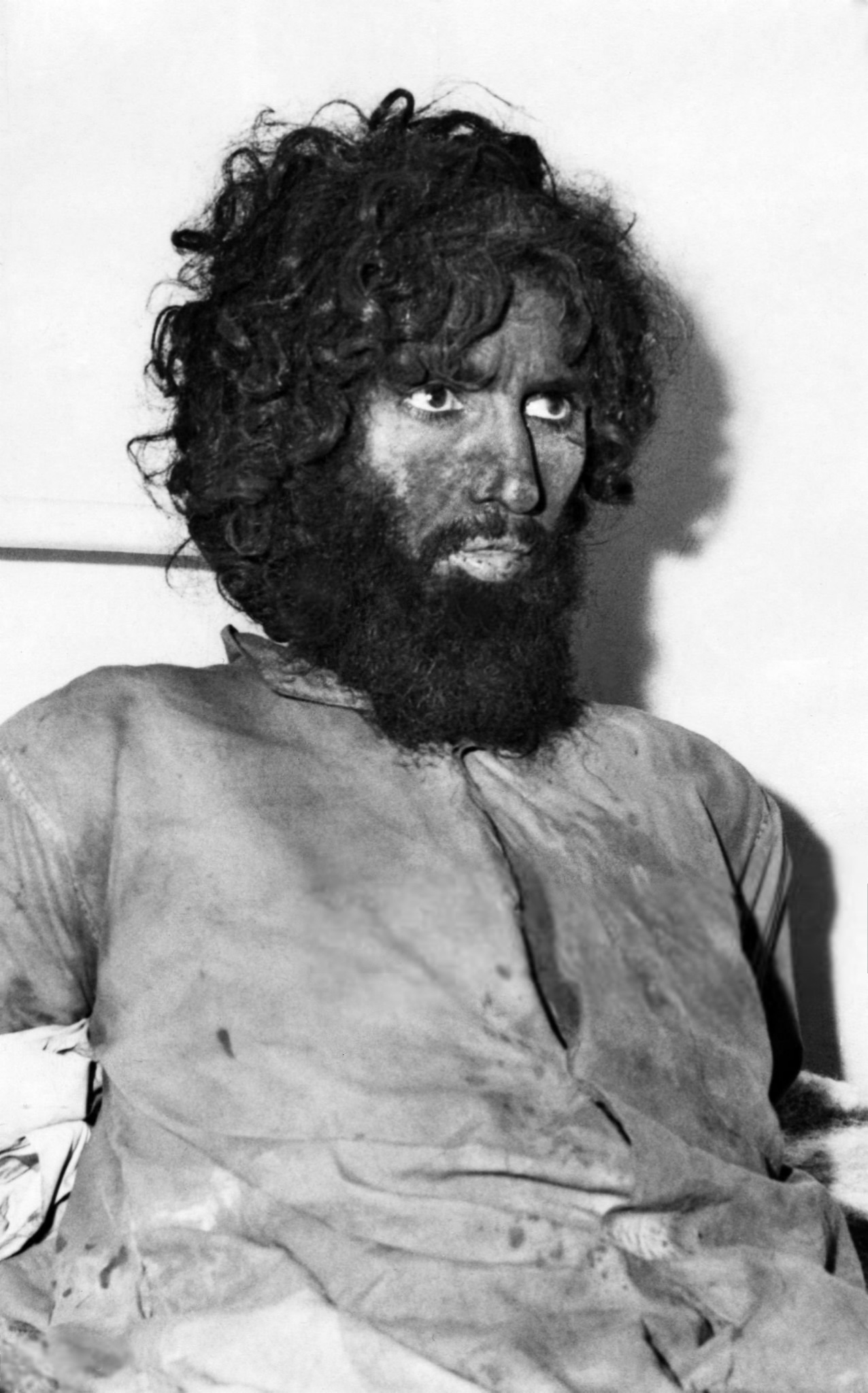
Juahayman al-Otaibi cap dels assaltants

La captura de l'Haram —l'espai de la Gran Mesquita de la Meca— fou un acte polític militar de l'oposició extremista religiosa de l'Aràbia Saudita, perpetrat el 1979.

## L'atac
El dimarts 20 de novembre de 1979 dos-cents islamistes armats encapçalats pel predicador saudita Juhayman ibn Muhammad ibn Sayf al-Otaibi i per Muhammad ibn Abd Allah al-Kahtani es van apoderar de la Gran Mesquita o Màsjid al-Haram. Quan l'imam xeic Muhammad ibn Subayyil anava a prendre la paraula per dirigir la pregària al començar el dia, fou posat de costat i diversos homes van treure armes de sota les robes i van agafar el control de la situació tancant les 29 portes. El pànic va provocar molts ferits i alguns morts. Els assaltants van anunciar pel micro que al-Kathani era el mahdí; els rebels, alguns dels quals eren nets d'ikhwans morts el 1929 en la lluita contra la monarquia, eren uns 250 incloent dones i alguns nens; els fidels van poder sortir excepte 30 que van quedar com a ostatges. Els micros del recinte anunciaven que el Mahdi repartiria justícia pels seus homes i s'acollien al refugi de la gran mesquita per evitar les persecucions dels justos. La monarquia saudita fou atacada i es va dir que la família reial ja no representava l'islam pur i que la mesquita, i la Kaba, havien de ser controlades per representants la veritable fe. S'oposaven al treball de la dona, a la televisió, al futbol, a l'alcohol, als viatges del rei a Europa i altres llocs i a l'encoratjament dels estrangers per anar al país on corrompien la moral islàmica. Es van donar noms i esmentar contractes i l'emir de la Meca fou especialment atacat i al mateix temps va ser objecte d'un atemptat en el qual va morir el seu xofer. El règim va fer circular el rumor que Juhayman era homosexual i que es drogava i s'emborratxava.
El rei va enviar diverses forces a la Meca i va aconseguir dels caps religiosos una fàtua autoritzant l'ús de la força a l'Haram (va agafar com a base el verset 149 de les sures però no fou publicada fins dies després). Al final del dia la mesquita estava assetjada, però el rebels tenien armes, municions i queviures. Es va tallar l'electricitat; un atac amb helicòpter va fracassar i un atac per terra fou aturat quan les tropes van arribar a una barricada de l'artilleria que els impedia el pas.
El divendres 23 de novembre amb gasos lacrimògens els saudites van aconseguir avançar i trencar les barricades i van forçar l'entrada a la mesquita i els rebels es van retirar cap al soterrani. El dilluns dia 26 el govern dominava la mesquita però la lluita seguia als soterranis on els rebels, ajudats per les seves dones i fills, lluitaven desesperadament. Gasos, inundació, pneumàtics incendiats, foren intentats per desallotjar-los, sense cap èxit. Al-Kahtani hauria mort als combats encara que algunes versions diuen que Juhayman el va matar per evitar que caigués viu en mans de l'enemic. Finalment el 5 de desembre Juhayman va fer sortir als seus i foren capturats pels saudites. Van ser repartits per diverses ciutats del regne. Les forces del govern havien tingut 127 morts i 461 ferits i els rebels 117 morts; els morts civils foren 12 almenys.

## Conseqüències
El procés no va durar gaire; al-Utaiba es va mostrar extraordinàriament fort i no va flaquejar tot i les tortures a que fou sotmès en l'interrogatori. El 9 de desembre de 1980, un any després dels fets, 63 rebels foren decapitats entre els quals quaranta-un saudites, deu egipcis, sis iemenites del sud, tres kuwaitians, un iemenita del sud, un iraquià i un sudanès. Vint-i-tres dones capturades al mateix temps foren condemnades a dos anys de presó i tretze nens conduïts a centres de reeducació. 19 persones que havien facilitat les armes van ser detingudes i 38 més alliberades. Osama bin Landen i el seu germà Mahrous bin Laden podrien haver estat detinguts i alliberat sense càrrecs, suposadament per les relacions familiars amb la casa reial.